# Trypeticus beesoni
Trypeticus beesoni är en skalbaggsart som beskrevs av Desbordes 1922. Trypeticus beesoni ingår i släktet Trypeticus och familjen stumpbaggar. Inga underarter finns listade i Catalogue of Life.